# ディスペランツァ
ディスペランツァ（欧字名:Di Speranza、2021年3月2日 - ）は、日本の競走馬。主な勝ち鞍に2024年のアーリントンカップ。
馬名の意味は、「希望の光（伊）」。勝ち続け、クラブの希望の光となってほしい。

## 経歴

### 2歳（2023年）
8月26日小倉芝2000mの2歳新馬戦に西村淳也とのコンビでデビュー。道中中団でレースを進めるも直線で伸びを欠いて5着に敗れる。9月18日阪神芝2000mの2歳未勝利戦では新たにミルコ・デムーロを鞍上に迎え、レースでは中団後方で脚を溜めて直線で鋭く脚を伸ばすと最後はメリオーレムとの競り合いをクビ差制し2戦目で初勝利を挙げる。11月25日のGIII京都2歳ステークスでは道中最後方から直線で懸命に脚を伸ばしたが6着、ルーク・モリスとのコンビで挑んだ12月28日のGIホープフルステークスでは9着に終わり、2歳シーズンを終える。

### 3歳（2024年）
3歳初戦となった3月10日阪神芝1600mの3歳1勝クラスではミルコ・デムーロに鞍上が戻り、最後方追走から直線で大外から一気の末脚で各馬を交わして差し切り2勝目を挙げる。4月13日のGIIIアーリントンカップではジョアン・モレイラとのコンビで1番人気に推され、レースでは中団のインで追走して直線で外から鋭く脚を伸ばすとゴール寸前で先に抜け出したアレンジャーを交わして差し切り勝ちを収め、重賞初制覇を飾るとともにNHKマイルカップへの優先出走権を獲得した。

## 競走成績
以下の内容は、JBISサーチおよびnetkeiba.comに基づく。
| 競走日     | 競馬場 | 競走名        | 格   | 距離（馬場）  | 頭 数 | 枠 番 | 馬 番 | オッズ （人気） | 着順 | タイム （上り3F） | 着差 | 騎手        | 斤量 [kg] | 1着馬（2着馬）       | 馬体重 [kg] |
| ---------- | ------ | ------------- | ---- | ------------- | ----- | ----- | ----- | --------------- | ---- | ----------------- | ---- | ----------- | --------- | -------------------- | ----------- |
| 2023.08.26 | 小倉   | 2歳新馬       |      | 芝2000m（良） | 12    | 8     | 12    | 004.20（2人）   | 05着 | R2:04.7（36.0）   | -1.0 | 0西村淳也   | 55        | メイショウゴーフル   | 528         |
| 0000.09.18 | 阪神   | 2歳未勝利     |      | 芝2000m（良） | 11    | 8     | 12    | 007.50（3人）   | 01着 | R2:01.9（35.2）   | -0.1 | 0M.デムーロ | 55        | （メリオーレム）     | 524         |
| 0000.11.25 | 京都   | 京都2歳S      | GIII | 芝2000m（良） | 14    | 7     | 12    | 029.70（9人）   | 06着 | R2:00.0（35.2）   | -0.2 | 0M.デムーロ | 56        | シンエンペラー       | 522         |
| 0000.12.28 | 中山   | ホープフルS   | GI   | 芝2000m（良） | 16    | 6     | 12    | 037.5（10人）   | 09着 | R2:01.1（36.2）   | -0.9 | 0L.モリス   | 56        | レガレイラ           | 516         |
| 2024.03.10 | 阪神   | 3歳1勝クラス  |      | 芝1600m（良） | 11    | 5     | 5     | 004.70（3人）   | 01着 | R1:33.4（33.1）   | -0.1 | 0M.デムーロ | 57        | （マイネルティグレ） | 520         |
| 0000.04.13 | 阪神   | アーリントンC | GIII | 芝1600m（良） | 16    | 2     | 3     | 003.20（1人）   | 01着 | R1:34.1（32.4）   | -0.0 | 0J.モレイラ | 57        | （アレンジャー）     | 514         |
| 0000.05.05 | 東京   | NHKマイルC    | GI   | 芝1600m（良） | 18    | 2     | 3     | 015.20（6人）   | 07着 | R1:33.3（34.1）   | -0.9 | 0鮫島克駿   | 57        | ジャンタルマンタル   | 518         |
| 0000.08.11 | 新潟   | 関屋記念      | GIII | 芝1600m（良） | 18    | 1     | 1     | 007.60（4人）   | 09着 | R1:33.5（32.8）   | -0.6 | 0M.デムーロ | 55        | トゥードジボン       | 514         |
| 0000.09.08 | 中山   | 京成杯AH      | GIII | 芝1600m（良） | 16    | 1     | 2     | 015.70（6人）   | 07着 | 01:31.6（33.4）   | -0.8 | 0石川裕紀人 | 55        | アスコリピチェーノ   | 518         |

- 競走成績は2024年9月8日現在

## 血統表
| ディスペランツァの血統                | ディスペランツァの血統                    | ディスペランツァの血統    | （血統表の出典）          | （血統表の出典）  |
| 父系                                  | キングマンボ系                            | キングマンボ系            | キングマンボ系            |                   |
| 父 ルーラーシップ 2007 鹿毛           | 父の父キングカメハメハ 2001 鹿毛          | Kingmambo                 | Mr. Prospector            | Mr. Prospector    |
| 父 ルーラーシップ 2007 鹿毛           | 父の父キングカメハメハ 2001 鹿毛          | Kingmambo                 | Miesque                   |                   |
| 父 ルーラーシップ 2007 鹿毛           | 父の父キングカメハメハ 2001 鹿毛          | *マンファス               | *ラストタイクーン         | *ラストタイクーン |
| 父 ルーラーシップ 2007 鹿毛           | 父の父キングカメハメハ 2001 鹿毛          | *マンファス               | Pilot Bird                |                   |
| 父 ルーラーシップ 2007 鹿毛           | 父の母エアグルーヴ 1993 鹿毛              | *トニービン               | *カンパラ                 | *カンパラ         |
| 父 ルーラーシップ 2007 鹿毛           | 父の母エアグルーヴ 1993 鹿毛              | *トニービン               | Severn Bridge             |                   |
| 父 ルーラーシップ 2007 鹿毛           | 父の母エアグルーヴ 1993 鹿毛              | ダイナカール              | *ノーザンテースト         | *ノーザンテースト |
| 父 ルーラーシップ 2007 鹿毛           | 父の母エアグルーヴ 1993 鹿毛              | ダイナカール              | シャダイフェザー          |                   |
| 母 *ルパンII Lupin 2014 鹿毛 アメリカ | 母の父Medaglia d'Oro 1999 黒鹿毛 アメリカ | El Prado                  | Sadler's Wells            | Sadler's Wells    |
| 母 *ルパンII Lupin 2014 鹿毛 アメリカ | 母の父Medaglia d'Oro 1999 黒鹿毛 アメリカ | El Prado                  | Lady Capulet              |                   |
| 母 *ルパンII Lupin 2014 鹿毛 アメリカ | 母の父Medaglia d'Oro 1999 黒鹿毛 アメリカ | Cappucino Bay             | Bailjumper                | Bailjumper        |
| 母 *ルパンII Lupin 2014 鹿毛 アメリカ | 母の父Medaglia d'Oro 1999 黒鹿毛 アメリカ | Cappucino Bay             | Dubbed In                 |                   |
| 母 *ルパンII Lupin 2014 鹿毛 アメリカ | 母の母Promising Lead 2004 鹿毛 イギリス   | *デインヒル               | Danzig                    | Danzig            |
| 母 *ルパンII Lupin 2014 鹿毛 アメリカ | 母の母Promising Lead 2004 鹿毛 イギリス   | *デインヒル               | Razyana                   |                   |
| 母 *ルパンII Lupin 2014 鹿毛 アメリカ | 母の母Promising Lead 2004 鹿毛 イギリス   | Arrive                    | Kahyasi                   | Kahyasi           |
| 母 *ルパンII Lupin 2014 鹿毛 アメリカ | 母の母Promising Lead 2004 鹿毛 イギリス   | Arrive                    | Kerali                    |                   |
| 母系(F-No.)                           | (FN:11)                                   | (FN:11)                   | (FN:11)                   |                   |
| 5代内の近親交配                       | Northern Dancer 5 × 5 × 5                 | Northern Dancer 5 × 5 × 5 | Northern Dancer 5 × 5 × 5 |                   |
| 出典                                  | 1.                                        | 1.                        | 1.                        | 1.                |

- 半兄ファントムシーフ（父ハービンジャー）は2023年の共同通信杯勝ち馬。
- 祖母Promising Leadは2008年の愛G1・プリティーポリーステークス勝ち馬。
- 4代母Keraliを祖とする牝系からは、Leroidesanimaux（サイテーションハンデキャップほか）、Quadrilateral（フィリーズマイル）、Dansili（仏2000ギニー2着）、Banks Hil（BCフィリー&メアターフほか）、Intercontinental（メートリアークステークスほか）、Cacique（マンノウォーステークスほか）、Champs Elysees（ハリウッドターフカップステークスほか）、オネスト（パリ大賞典）など多くの活躍馬が出ている。